# Primghar
La ville de Primghar est le siège du comté d'O'Brien, dans l’État de l’Iowa, aux États-Unis. Elle comptait 909 habitants lors du recensement de 2010.

## Source
- (en) Cet article est partiellement ou en totalité issu de l’article de Wikipédia en anglais intitulé « Primghar, Iowa » (voir la liste des auteurs).